# Санаевас, Дарюс Эдвардас
Дарюс Эдвардас Санаевас (лит. Darius Sanajevas; 14 февраля 1977, Каунас, Литовская ССР, СССР) — литовский футболист.

## Карьера

### Клубная
Воспитанник «Каунаса». В 1994 году перешёл в «Инкарас», за который выступал на протяжении четырёх сезонов. В 1998 году вместе со своим одноклубником Аудриусом Шлякисом перебрался в российскую «Аланию», за которую в чемпионате России дебютировал 18 апреля того же года в выездном матче 4-го тура против «Тюмени», выйдя в стартовом составе. Через полгода вернулся в «Инкарас». Далее играл за «Жальгирис», «Кареда» и «Каунас». Завершил карьеру в 2008 году в «Шилуте».

### В сборной
В период с 1999 по 2003 год провёл 6 матчей в составе национальной сборной Литвы.

## Достижения
- Чемпион Литвы: 1994/95, 1995/96, 2000, 2001, 2002, 2003, 2004, 2007
- Обладатель Кубка Литвы: 1994/95, 2001/2002, 2004, 2005, 2008